# Jean-Baptiste du Hamel
Jean-Baptiste Du Hamel ou Duhamel (Vire, 11 de junho de 1624 – Paris, 6 de agosto de 1706) foi um filósofo e teólogo francês.
Filho do notário Nicolas Du Hamel, começou seus estudos em Caen e terminou em Paris. Em 1642, aos 18 anos de idade, publicou uma análise do trabalho matemático "Spheriques" de Teodósio de Trípoli, e acrescentou seu próprio tratado sobre trigonometria.
- 1643–1653 membro da Congregação do Oratório
- 1653–1663 sacerdote em Neuilly-sur-Marne
- 1663–1666 chanceler da igreja de Bayeux

Quando Jean-Baptiste Colbert fundou a Académie des Sciences em 1666, nomeou Du Hamel como secretário permanente. Ele ocupou o cargo até 1697, quando foi sucedido por Bernard le Bovier de Fontenelle.
Juntamente com Charles Colbert de Croissy participou das negociações de paz em Aachen em 1668 (Guerra de Devolução). Mais tarde visitou a Inglaterra, onde conheceu o físico Robert Boyle. Em 1698, quando tinha 74 anos de idade, publicou seu relatório "Regiae Scientiarum ..." sobre resultados dos membros da Academia.
Du Hamel mostrou um julgamento equilibrado em seus textos. Sua admiração pelas ciências empíricas não o levou a desvalorizar especulações alheias. Johann Jakob Brucker particularmente o elogiou em sua história da filosofia. Fontenelle, sucessor de Du Hamel, elogiou sua imparcialidade e filantropia.

## Obras
- Philosophia moralis christiana (Angers, 1652)
- Astronomia physica (Paris, 1659)
- De meteoris et fossilibus (Paris, 1659)
- De consensu veteris et novæ philosophiæ (Paris, 1663)
- De corporum affectionibus (Paris, 1670)
- De mente humanā (Paris, 1672)
- De corpore animato (Paris, 1673)
- Philosophia vetus et nova ad usum scholae accommodata (1678)
- Theologia speculatrix et practica juxta S. S. Patrum dogmata pertractata, et ad usum scholae accommodata (7 vols., Paris, 1690)
- Regiae Scientiarum Academiae historia (Hist. de l'Académie des sciences, en latin) (1698; 2e éd. 1701); Akademie-Berichte
- Institutiones biblica; seu Scriptura; Sacrae prolegomena una cum selectis annotationibus in Pentateuchum (Paris, 1698)
- Psaumes (1701)
- Livres de Salomon (1703)
- Sapience (1703)
- Ecclésiaste (1703)
- Biblia sacra Vulgatæ editionis (Paris, 1705)